# Tecamachalco
Tecamachalco là một đô thị thuộc bang Puebla, México. Năm 2005, dân số của đô thị này là 64380 người.